# Publius Sulpicius Scribonius Rufus
Publius Sulpicius Scribonius Rufus (?-67 n.C.) was een Romeins senator en gouverneur van Gallia Belgica.

## Loopbaan
Hij was de zoon van senator Scribonius Proculus die door Caligula werd geëxecuteerd. Zijn broer was Publius Sulpicius Scribonius Proculus. Volgens Dio Cassius hadden beide broers een erg nauwe relatie. Zij doorliepen samen een mooie carrière. Zo waren zij (in een onbekend jaar) consul. Proculus bekleedde ook het ambt van curator aedium sacrarum et operum publicorum. dat wil zeggen dat hij verantwoordelijk was voor de tempels en de openbare gebouwen in Rome. In 58 n.C. ontvingen de beide broers de opdracht om met een cohort van de keizerlijke lijfwacht een einde te maken aan de sociale onlusten in Puteoli. Vanaf ten laatste 63 n.C. werden Rufus en Proculus legatus Augusti pro praetore, respectievelijk in Germania Inferior en Germania Superior.
Hoe de juiste bevoegdheidsverdeling was, weten wij niet. Op dat ogenblik vormden Gallia Belgica, Germania Inferior en Germania Superior immers nog één provincie onder de naam Gallia Belgica. Pas met de administratieve hervormingen van Domitianus tussen 82 en 90 n.C. werden Germania Inferior en Germania Superior afzonderlijke provincies. Proculus had zijn hoofdkwartier in Mainz en was vermoedelijk enkel bevelvoerder van de troepen van Germania Superior. Een militaire oorkonde van het jaar 65 vernoemt hem als hoofd van het leger. Rufus had zijn hoofdkwartier in Keulen. Hij was waarschijnlijk niet alleen hoofd van de troepen van Germania Inferior, maar tegelijk ook stadhouder van Gallia Belgica. In 65 n.C. werd er een complot tegen keizer Nero gesmeed. Een van de leidende figuren was Gaius Calpurnius Piso, een van de meest vooraanstaande mannen in Rome. De ontdekking van deze samenzwering kostte aan talrijke leden van de senatorenstand het leven, waaronder ook Lucius Annaeus Seneca.
Tijdens de tournee van Nero in Griekenland werd een nieuwe samenzwering tegen Nero ontdekt in Beneventum. De leidende figuur ervan was Annius Vinicianus. Hij was vermoedelijk een broer van Annius Pollio die het jaar voordien in de samenzwering van Piso was betrokken. Deze Annius Vinicianus was een van de belangrijkste aanhangers van Gnaius Domitius Corbulo. Hij was legaat van het Vijfde Legioen geweest tijdens Corbulo’s Armeense campagne van 58 n.C. en bovendien met een van zijn dochters gehuwd. De samenzwering van Beneventum toonde aan dat Nero niet langer op Corbulo kon rekenen. Daarom werd de veldheer door Nero naar Griekenland ontboden waar hij de opdracht kreeg om zelfmoord te plegen. Wat later werden ook de broers Publius Sulpicius Scribonius Rufus en Publius Sulpicius Scribonius Proculus naar Griekenland ontboden. Vermoedelijk hield dit gebeuren verband met dezelfde samenzwering. Zeker is dat echter niet. In ieder geval moesten ook zij op last van de keizer zelfmoord plegen.